# پری گیلپین
پری گیلپین (انگلیسی: Peri Gilpin؛ زادهٔ ۲۷ مهٔ ۱۹۶۱) هنرپیشه اهل ایالات متحده آمریکا است. وی از سال ۱۹۸۸ میلادی تاکنون مشغول فعالیت بوده‌است. از فیلم‌هایی که وی در آن نقش داشته‌است، می‌توان به انیمیشن فاینال فانتزی: ارواح درون، چگونه سگ همسایه خود را بکشید و گروه رفقا اشاره کرد.